# 黃執中 (1976年)
黃執中（1976年10月30日—），男，台湾台北人，第二任中國國民黨青年團總團長，擅長辯論，連續兩屆拿下國際華語辯論最高賽事「國際大專辯論賽」最佳辯手。曾獲選中國國民黨青年團總團長，並以31歲擔任中国國民黨中央常务委员，當可時成為國民黨創黨百年以來，最年輕的中常委。

## 生平
黃執中進入內湖高中時參加辯論社。就讀世新大學口語傳播學系時代表學校參加辯論比賽，他於國際上優異的表現獲得世新大學畢業生傑出表現獎。
1998年與張宇韶（之後曾任民進黨中國事務部副主任、扁政府時代行政院陸委會秘書）、汪和寧（之後曾任戰國策政治公關公司經理）、賈培德（之後曾為警廣、中廣、飛碟電台DJ、專業配音員）等台灣辯論界人士創辦中華辯論研究發展學會。
曾任中国国民党青年团总团长、中央常務委員、世新大学讲师。
2014年担任爱奇艺奇葩说顾问。2014年-2015年參加《我是演說家》。

## 荣誉
- 2003年第六届「國際大專辯論賽」亚军兼最佳辩手
- 2005年第七届国际大专辩论赛蝉联最佳辩手，是国际大专辩论赛有历史以来唯一一位蝉联最佳的最佳辩手和唯一一位没有进入决赛的全场最佳辩手
- 2002年第一届海峡两岸大学生辩论赛亚军兼最佳辩手
- 2003年第二届海峡两岸大学生辩论赛冠军兼蝉联最佳辩手
- 2002年-2003年连续两年被华语辩论网评为华语辩坛十大风云人物
- 2004年第三届海峡两岸大学生辩论赛亚军兼两度蝉联最佳辩手
- 2016年奇葩说第三季冠军